# الطريق الوطنية رقم 11 (تونس)
| ط و 11                |                           |
| الطريق الوطنية رقم 11 |                           |
|                       |                           |
| الاتجاه               | شرق - غرب                 |
| الحد الشرقي           | بنزرت                     |
| الحد الغربي           | الحدود التونسية الجزائرية |
| الشبكة                | الطرقات الوطنية           |
|                       |                           |

الطريق الوطنية رقم 11 أو ط و11 طريق رئيسية تونسية تصل بين مدينة بنزرت والحدود التونسية الجزائرية قرب مدينة ببوش، وهي تمرّ بالمدن التالية على التوالي:
- بنزرت،
- منزل بورقيبة،
- ماطر،
- باجة،
- عين دراهم،
- ببوش.